# Can Gom
Can Gom és una obra de Calldetenes (Osona) inclosa a l'Inventari del Patrimoni Arquitectònic de Catalunya.

## Descripció
Masia de planta rectangular coberta a dues vessants amb el carener paral·lel a la façana situada a migdia.
La façana presenta un cos adossat a la part dreta amb un portal i una finestra. Edifici de dos pisos amb golfes amb llindes a la porta i les finestres.